# بالده-اوسیسا
بالده-اوسیسا (به اسپانیایی: Valde-Ucieza) یک شهرستان در اسپانیا است که در استان پالنسیا واقع شده‌است.

## خصوصیات
بالده-اوسیسا ۴۲ کیلومترمربع مساحت و ۱۱۷ نفر جمعیت دارد.